# Waturoyo
Waturoyo is een bestuurslaag in het regentschap Pati van de provincie Midden-Java, Indonesië. Waturoyo telt 4160 inwoners (volkstelling 2010).